# Afrocanadiense
Se denomina afrocanadiense o canadiense negro a las personas de ascendencia africana subsahariana que son ciudadanos o residentes permanentes en Canadá. La mayoría de los afrocanadienses son de origen caribeño, aunque la población también se compone de inmigrantes afroamericanos y sus descendientes, así como de muchos inmigrantes africanos.
Los canadienses negros a menudo hacen una distinción entre los que tienen ancestros afrocaribeños y los de otras raíces africanas. A diferencia de los Estados Unidos, donde "afroamericano" se ha convertido en un término ampliamente utilizado, debido a las controversias asociadas con la designación adecuada de la herencia africana o caribeña, el término "canadiense negro" es más usado en el contexto canadiense que el término "afrocanadiense".

## Historia

### Primeros esclavos
Los primeros negros en asentarse en lo que hoy es Canadá fueron esclavos de exploradores franceses. El primero fue un hombre llamado Mathieu de Costa, que viajaba con Samuel de Champlain cuando desembarcaron en Nueva Escocia en algún momento entre los años 1603 y 1608. El primer negro en vivir en lo que hoy es Canadá fue un esclavo de Madagascar llamado Olivier Le Jeune, quien tendría también ascendencia malaya. En las siguientes décadas, muchos negros llegaron a Canadá como esclavos del Ejército y la Marina de Francia.
Durante la Revolución de las Trece Colonias, muchos realistas que vivían en las Trece Colonias migraron a Canadá, trayendo consigo a sus esclavos negros, que hacían en total unos 2.500. Otros negros escaparon de las líneas británicas en Nueva York y Charleston, y cuando fueron evacuados, se les transportó a Nueva Escocia. La mayoría de ellos, que ya eran hombres libres debido a la proclamación de Lord Dunmore, el cual prometía liberar a los esclavos de los revolucionarios americanos que se unían a los británicos, se establecieron en Birchtown y Sherlburne, en Nueva Escocia. Pero los disturbios raciales no se hicieron esperar: en 1812 veteranos blancos atacaron a negros que iban a trabajar en Shelburne, a pesar de que eran un mínima minoría. Estos pocos africanos, unos 1.192, serían trasladados el 15 de enero de 1792 a lo que hoy es Sierra Leona, convirtiéndose en los primeros en asentarse en Freetown.
A lo largo del siglo XIX, la mayoría de los negros que llegaron a Canadá fueron esclavos estadounidenses que escapaban de la esclavitud usando el Ferrocarril subterráneo. Desde finales de la década de 1820 hasta el inicio de la Guerra de Secesión en 1861, decenas de miles de esclavos fugitivos usaron el Ferrocarril subterráneo para huir al norte, haciendo que algunos lleguen a Canadá. La mayoría de ellos se asentaron en el sudoeste de Ontario. Para 1852, un informe estimó a la población de color (básicamente africana) en 30.000 en el Alto Canadá, los cuales la gran mayoría eran esclavos fugitivos de Estados Unidos. St. Catharines, en Ontario, tenía una población de 6.000 personas en ese tiempo, de las cuales 800 eran residentes de ascendencia africana.

### Restricción migratoria
Como en Estados Unidos, Canadá y otros países de América, a lo largo del siglo XIX e inicios del siglo XX la mayoría de los inmigrantes a esos países provenían de Europa, ya que existía una política que restringía la inmigración de personas de color. Los negros no fueron ajenos a esa restricción, por lo que la población africana en Canadá en ese entonces era mínima, unos cuantos miles.
En 1911 el primer ministro Wilfrid Laurier formalizó oficialmente la restricción de inmigrantes negros a Canadá:
"Su excelencia en el Consejo, en virtud de las disposiciones de la Subsección (c) de la Sección 38 de la Ley de Inmigración, se complace en ordenar y se ordena de la siguiente manera: por un período de un año a partir de la fecha del presente será y está prohibido para cualquier inmigrante que pertenezca a la raza negra desembarcar en Canadá, raza que se considera inadecuada para el clima y los requisitos de Canadá.
(Compárese con Australia Blanca.)

Sin embargo, algunos negros seguían llegando ilegalmente a Canadá a inicios del siglo XX desde el sur rural de Estados Unidos como parte de la Gran Migración Negra. La mayoría de ellos se asentaron en Alberta y Saskatchewan, pero lo único que encontraron cuando llegaron fue el racismo de los blancos que vivían ahí. De todos modos, fueron pocos los negros que se asentaron en Canadá mientras se mantenían las restricciones migratorias contra las personas de color.

### Canadá multicultural
Canadá mantuvo sus restricciones migratorias hasta 1962, cuando se eliminaron las reglas raciales de las leyes inmigratorias. Esto coincidió con la disolución del Imperio Británico en el Caribe. Así, en las siguientes décadas cientos de miles de negros del Caribe migraron a Canadá, la mayoría refugiados y trabajadores que buscaban mejores condiciones económicas para trabajar. Estos, al igual que sus primos africanos, migraron también a Estados Unidos y Europa.